# إسماعيل الفلكي
هو إسماعيل باشا بن مصطفى بن سليمان المعروف بالفلكي عالم فلك مصري تركي الأصل, من أكبر علماء الفلك الذين ظهروا في خلال القرن التاسع عشر.

## حياته
ولد إسماعيل باشا الفلكي عام 1825 م ، وقد تخصص في علم الفلك وإصلاح آلات الرصد، وقد درس الرصد في مرصد باريس التي أقام بها عدة سنوات.
أنشأ الخديوي إسماعيل في عام 1865 م مرصد العباسية أو الرصدخانة شمال شرق القاهرة ، وقد عهد إسماعيل برئاسته إلى إسماعيل باشا الفلكي، وقد ألحقت بنظارة الحربية عدة شهور ثم نقل الأشراف عليها إلى نظارة المعارف حتى أوائل عام 1899 م .
ثم عين إسماعيل الفلكي ناظرا لمدرستى المهندسخانة والمساحة. وكان في كل عام يعمد إلى نشر تقويم فلكى باللغتين العربية والفرنسية وكن هذا التقويم بمثابة التقويم الرسمي الذي تعتمده البلاد وتعتمد عليه الحكومة المصرية في ضبط حساباتها وميزانياتها .

## مؤلفاته
يعتبر إسماعيل الفلكي من أكبر علماء العرب واولهم في علم الفلك الحديث ، وقد نشر العديد من الكتب التي تعتبر مراجع في علم الفلك وبعضها كان يدرس في المدارس المصرية والأزهر مثل كتابه : الدرر التوفيقية في تقريب علم الفلك والجيوديسية.
ألف إسماعيل الفلكي العديد من الكتب من أهمها بهجة الطالب في علم الكواكب ، الآيات الباهرة في النجوم الزاهرة ، ترجمة حياة محمود الفلكي.
وإسماعيل الفلكي ومحمود الفلكي هما أول من عمل على وضع مدفع الظهر بالقلعة ليعلن الثانية عشر لأهل القاهرة، وقد بطل العمل به بعد دخول الراديو ولكن ما زال المدفع يستعمل في شهر رمضان المبارك ليعلن مواقيت الإفطار والإمساك.
وقد أدخل إسماعيل الفلكي مقاييس النهايات العظمى والصغرى لدرجات الحرارة عام 1877، ومقاييس البخر والمطر عام 1886 ، كما استخدم الترمومترات الجافة والمبللة والبارومترات في قياس عناصر الجو في مصر بدقة منذ عام 1868 م .

## وفاته
توفى إسماعيل الفلكي في عام 1900 و1901م بالقاهرة، وقد تكونت في نفس تلك السنة في مصلحة المساحة أول إدارة مصرية للأرصاد الجوية.
وتخليدا لذكراه ووفاء لما قدمه هذا العالم الجليل أطلق اسمه على أحد شوارع العاصمة في مصر وتحديدا بحي مصر الجديدة.